# 伊和志津神社
伊和志津神社（いわしづじんじゃ）は、兵庫県宝塚市伊孑志にある神社。延喜式神名帳の式内大社（論社）。「伊和志豆神社」とも記す。

## 祭神
- 須佐之男命

摂津国武庫郡伊孑志村（いそしむら）の産土神であり、もとは伊蘇志臣の祖神が祀られていたと考えられる。

## 歴史
延喜式神名帳で既に大社に列格しているため、創建は遅くとも9世紀以前であるが、一帯は8世紀後半から伊蘇志臣（いそしのおみ）が拠点としていた地であり、この時期に伊蘇志臣が創建した可能性がある。廣田神社（西宮市）の末社にも同論社の「伊和志豆神社」がある。
安土桃山時代、加藤清正が文禄・慶長の役で朝鮮から持ち帰った虎を境内で飼育したと伝えられる
。

## 境内
- 本殿 ｰ 一間社春日造、杮葺で、江戸時代中期の建築と考えられる。
- 1995年、神社を迂回している県道の直通化工事に伴い、交差する参道は立体交差化し、拝殿等が新築された。
- 愛宕神社
- 宝塚水天宮

## 祭事
- 4月23日24日 – 春祭
- 6月30日 ｰ 大祓
- 7月27日28日 - 夏祭
- 8月24日 – 愛宕祭
- 10月23日24日 ｰ 秋季大祭
- 12月15日 ｰ 御火焚祭

## 文化財
宝塚市指定文化財
- 本殿

宝塚市指定保存樹林
- 伊和志津神社境内 ｰ 約3000坪

## 交通
- 阪急今津線逆瀬川駅から徒歩6分